# Stenoonops petrunkevitchi
Stenoonops petrunkevitchi là một loài nhện trong họ Oonopidae.
Loài này thuộc chi Stenoonops. Stenoonops petrunkevitchi được Arthur M. Chickering miêu tả năm 1951.